# Michael Ludwig (polityk)
Michael Ludwig (ur. 3 kwietnia 1961 w Wiedniu) – austriacki polityk i samorządowiec, działacz Socjaldemokratycznej Partii Austrii, od 2018 burmistrz Wiednia.

## Życiorys
Wczesne dzieciństwo spędził w Neubau. Studiował politologię i historię na Uniwersytecie Wiedeńskim, które ukończył w 1992 po obronieniu rozprawy pt. Das marxistisch-leninistische Konzept der 'Partei neuen Typus' am Beispiel der Sozialistischen Einheitspartei Deutschlands. Początkowo pracował jako nauczyciel w Volkschule Wien-Nord. Od 1991 do 2007 był kierownikiem Dr.-Karl-Renner-Institut, partyjnej akademii socjaldemokratów.
Zaangażował się w działalność polityczną w ramach Socjaldemokratycznej Partii Austrii, od 1991 był etatowym pracownikiem SPÖ. W latach 1994–1995 zasiadał w radzie dzielnicy Floridsdorf. Od 1996 do 1999 był członkiem Rady Federalnej. Od 1999 wybierany na radnego Wiednia i jednocześnie posła do stołecznego landtagu. W 2007 został członkiem rządu krajowego Wiednia, w latach 2009–2010 pełnił funkcję zastępcy burmistrza. W 2010 został przewodniczącym SPÖ na poziomie dzielnicy, a w 2011 wiceprzewodniczącym krajowych struktur partii.
W styczniu 2018 zastąpił Michaela Häupla na funkcji przewodniczącego wiedeńskich socjaldemokratów, a w maju tego samego roku zastąpił go również na stanowisku burmistrza austriackiej stolicy.